# Henckelia repens
Henckelia repens är en tvåhjärtbladig växtart som först beskrevs av Richard Henry Beddome, och fick sitt nu gällande namn av A. Weber och Brian Laurence Burtt. Henckelia repens ingår i släktet Henckelia och familjen Gesneriaceae. Inga underarter finns listade i Catalogue of Life.